# TMEM52B
TMEM52B (англ. Transmembrane protein 52B) – білок, який кодується однойменним геном, розташованим у людей на 12-й хромосомі. Довжина поліпептидного ланцюга білка становить 183 амінокислот, а молекулярна маса — 20 002.
| 10         |  | 20         |  | 30         |  | 40         |  | 50         |
| ---------- |  | ---------- |  | ---------- |  | ---------- |  | ---------- |
| MGVRVHVVAA |  | SALLYFILLS |  | GTRCEENCGN |  | PEHCLTTDWV |  | HLWYIWLLVV |
| IGALLLLCGL |  | TSLCFRCCCL |  | SRQQNGEDGG |  | PPPCEVTVIA |  | FDHDSTLQST |
| ITSLQSVFGP |  | AARRILAVAH |  | SHSSLGQLPS |  | SLDTLPGYEE |  | ALHMSRFTVA |
| MCGQKAPDLP |  | PVPEEKQLPP |  | TEKESTRIVD |  | SWN        |  |            |

A: Аланін

C: Цистеїн

D: Аспарагінова кислота

E: Глутамінова кислота

F: Фенілаланін

G: Гліцин

H: Гістидин

I: Ізолейцин

K: Лізин

L: Лейцин

M: Метіонін

N: Аспарагін

P: Пролін

Q: Глутамін

R: Аргінін

S: Серин

T: Треонін

V: Валін

W: Триптофан

Задіяний у такому біологічному процесі, як альтернативний сплайсинг. 
Локалізований у мембрані.